# Nikola Jović
Nikola Jović (serbisch-kyrillisch Никола Јовић, * 9. Juni 2003 in Leicester, England) ist ein serbischer Basketballspieler, der seit 2022 bei den Miami Heat in der National Basketball Association (NBA) unter Vertrag steht. Jović ist 2,11 Meter groß und läuft meistens als Small Forward oder Power Forward auf. Er wurde im NBA-Draft 2022 an 27. Stelle von den Miami Heat ausgewählt.

## Werdegang

### KK Mega Basket
Am 10. Juni 2021 unterschrieb Jović einen Tag nach seinem 18. Geburtstag seinen ersten professionellen Vertrag bei KK Mega Basket.
In der Saison 2021/22 erzielte Jović in 25 Spielen durchschnittlich 11,7 Punkte, 4,4 Rebounds und 3,4 Assists. Seine Wurfquoten lagen bei 42,8 % aus dem Feld, 35,6 % von der Dreierlinie und 75,4 % von der Freiwurflinie.

### Miami Heat (seit 2022)
Am 23. Juni 2022 wurde Jović im NBA-Draftverfahren an 27. Stelle von den Miami Heat ausgewählt. Nachdem er in der Saison 2022/23 als NBA-Neuling wenig zum Zuge gekommen war, bestritt der Serbe 2023/24 insgesamt 46 Hauptrundenspiele für Miami und stand in 38 in der Anfangsaufstellung, was als großer Schritt vorwärts eingestuft wurde.

## Karriere-Statistiken

### NBA

#### Hauptrunde
| Saison  | Team   | GP | GS | MPG  | FG % | 3P % | FT % | RPG | APG | SPG | BPG | PPG |
| ------- | ------ | -- | -- | ---- | ---- | ---- | ---- | --- | --- | --- | --- | --- |
| 2022–23 | Miami  | 15 | 8  | 13.6 | .406 | .229 | .947 | 2.1 | 0.7 | 0.5 | 0.1 | 5.5 |
| 2023–24 | Miami  | 46 | 38 | 19.5 | .452 | .399 | .702 | 4.2 | 2.0 | 0.5 | 0.3 | 7.7 |
| Gesamt  | Gesamt | 61 | 46 | 18.0 | .443 | .369 | .773 | 3.7 | 1.6 | 0.5 | 0.3 | 7.1 |

#### Playoffs
| Saison  | Team   | GP | GS | MPG  | FG % | 3P % | FT % | RPG | APG | SPG | BPG | PPG |
| ------- | ------ | -- | -- | ---- | ---- | ---- | ---- | --- | --- | --- | --- | --- |
| 2022–23 | Miami  | 7  | 0  | 1.9  | .250 | .000 | —    | 0.7 | 0.0 | 0.0 | 0.0 | 0.3 |
| 2023–24 | Miami  | 5  | 5  | 25.6 | .444 | .409 | .857 | 6.6 | 2.2 | 1.0 | 0.6 | 9.4 |
| Gesamt  | Gesamt | 12 | 5  | 11.8 | .425 | .375 | .857 | 3.2 | 0.9 | 0.4 | 0.3 | 4.1 |

## Nationalmannschaft
Im Februar 2022 gab Jović im Alter von 18 Jahren in einem Qualifikationsspiel für die Weltmeisterschaft 2023 seinen Einstand in der serbischen Nationalmannschaft. Bei der WM 2023 stand er mit Serbien im Endspiel, das gegen Deutschland verloren wurde. Bei den Olympischen Spielen 2024 in Paris gewann er die Bronzemedaille.

## Persönliches
Sein Vater Ilija Jović war Berufsbasketballspieler, war als solcher unter anderem in England beschäftigt. Im Alter von neun Jahren zog die Familie nach Serbien. Dort betrieb Nikola Jović als Jugendlicher zunächst Wasserball.